# The GazettE
the GazettE（ガゼット）は、日本のヴィジュアル系バンド。所属事務所は株式会社HERESY。

## 概要
2002年に結成、2005年にキングレコードからメジャー・デビュー。結成当初からセルフプロデュースを行っており、作曲・編曲は『大日本異端芸者の皆様』、『the GazettE』といった表記になっている。作詞はRUKIが担当（一部他メンバーとの共作あり）しており、『流鬼.』ないし『RUKI』とクレジットされている。
CD制作の際は選曲会を開き、各自が持ち寄ったデモの中から楽曲を選出している。7thアルバム『BEAUTIFUL DEFORMITY』では、メンバー5人それぞれが作った楽曲を収録するなど、全メンバーが楽曲制作を行うが、RUKI、麗、葵が原曲を作成したものが多い。歌詞はもとより、作品のコンセプトなどもRUKIが主体となり決定される。
バンド名の由来は、「デモテープ（カセット）のような古き良き物を今に伝えるという意味を込めていると同時に、ガギグゲゴ調の名前にしたかった」とRUKIは語っている。当初はカタカナ表記の"ガゼット"だったが、2006年頃からはメイン・ロゴの変更と合わせて"the GazettE"と表記されている。

## メンバー
|                    | パート          | バンド歴 | 備考                                  |
| ------------------ | --------------- | --- | ------------------------------------- |
| RUKI（ルキ）       | Vocal、作詞     | 魅琴（楓）→ Ma'die Kusse（霧緋）→ L'ie:Chris（霧緋）→ Kar+te＝zyAnose（切茜）→ the GazettE（流鬼./ルキ/RUKI） | ※漢字表記は"流鬼."                    |
| 麗/URUHA（うるは） | Guitar          | 鴉→ Ma'die Kusse→ L'ie:Chris→ Kar+te＝zyAnose（狂喜）→ the GazettE（麗）                                      |                                       |
| 葵/AOI（あおい）   | Guitar          | Melville（棗）→ Artia（葵）→ the GazettE（葵）                                                                |                                       |
| REITA（れいた）    | Bass            | 鴉→ Ma'die Kusse→ L'ie:Chris→Kar+te＝zyAnose（澪祁）→ the GazettE（れいた/REITA）                             | ※旧表記は"れいた" 2024年4月15日死去。 |
| 戒/KAI（かい）     | Drums、リーダー | La'DeathtopiA→ Mareydi†Creia→ the GazettE（戒）                                                               |                                       |

### 旧メンバー
- Drums 由寧/YUNE （ゆね）
[La'tour→ Melville→ Artia（Dekith）→ Vall'na racill（Dekith）→ ガゼット→ König（サポート）→ More→逆しまな歯車を仮面が嗤う。]
2003年1月頃（結成から一年ごろ）に脱退。
出演MVは「別れ道」、「幸せな日々」、「待ちぼうけの公園で…」などの"百鬼夜行"シリーズ。
2003年7月に戒が突発性難聴のため入院した際、一時的にサポートを務めた。
現Konigのサポートメンバー。2015年に元SugarのLoki、12012の塩谷朋之らと共に新バンドMore(後の逆しまな歯車を仮面が嗤う。)を結成した。
2022年12月28日急病により死去。

## 略歴

### 結成（2002年）
- 前身バンド「Kar+te=zyAnose（カルテチアノーゼ）」をRUKI、麗、REITAらで結成するが、当初ドラマーだったRUKIがボーカリストへ転向。それを機にバンドを一新するため、活動3ヶ月で解散[6]。
- 2002年、新バンド結成に伴いドラマーとして由寧を勧誘。由寧が「（以前に組んでいたバンドの中で）1番かっこよかった」との理由から葵を誘い、「ガゼット」を結成[7]。

### 初期（2002年～2003年）
- ライブの動員数が増えない中、2002年4月に1stシングル「別れ道」リリース[8]。神楽坂DIMENSION（後の神楽坂EXPLOSION→神楽坂TRASH-UP!!）で無料ワンマンライブを実施したところ、100人程の集客があったものの、以降のライブからはまた以前の動員数に戻ってしまう[9]。同年6月に1stシングルの2ndプレスをリリース。2ndシングル「鬼畜教師（32歳独身）の悩殺講座」を発表するころには徐々にファンも増加していたが、全国ツアーを開催した際は地方の客入りが芳しくなかったという[8]。3rdシングル「午前0時のとらうまラヂオ」の制作を始めるがリリースに行き詰る（のち2003年11月に発売された）[8]。高田馬場AREAでワンマンライブを開催後、オムニバス盤「妖幻鏡 -moon-」への参加を誘われ「おくり火」を発表[8]。
- 2003年1月に由寧が脱退し、急遽後任ドラマーとして戒が誘われる。2月1日のイベントで演奏に参加し、そのまま加入[10]。
- 当時の所属事務所 Eternalが2003年4月29日 市川CLUB GIOにて行われたレーベルイベント「喧嘩上等」を最後に解散したことから、PS COMPANYと契約。

### 大日本異端芸者ガゼット（2003年～2005年）
- PS COMPANYに移籍後初のミニアルバム『COCKAYNE SOUP』をリリースしたころから“大日本異端芸者”のキャッチフレーズを付け、“大日本異端芸者「ガゼット」”と名乗るようになる[9]。2003年の末、FOOL'S MATE主催のライブ「Beauti-Fool's Fest03」に出演[9]。この頃からメジャーなヴィジュアル系雑誌への掲載が増え、知名度が急速に高まる[11]。
- 2004年1月、自身初となる1,000人超え規模の会場SHIBUYA-AXでワンマンライブを成功させる。同年4月に全国ワンマンツアー、9月には日比谷野外音楽堂でのワンマンライブを敢行し、活動規模を拡げていく[12]。10月に1stアルバム『DISORDER』をリリース。
- 2005年3月、7thシングル『reila』がオリコン総合チャート8位にランクイン。4月に渋谷公会堂（2デイズ）、9月には東京国際フォーラム・ホールAにてワンマンライブを開催した[13]。
- 2005年秋から所属事務所のPS COMPANYがキングレコードと提携。それに伴い『Cassis』からはメジャー流通となり、実質的なメジャーデビューとなった[14]。

### the GazettE（2006年～）

the GazettEのロゴ

- 2006年2月、2ndアルバム『NIL』をリリース。それに伴いロゴが一新され、表記も"the GazettE"に変更される（後にインタビューで"この頃は早く大日本異端芸者を捨てたかった"と語っている）[15]。同アルバムを引っ提げて開催された全国ツアー「Nameless Liberty.Six Guns...」のファイナル公演にて自身初の日本武道館でのワンマンライブを成功させる[16]。同年11月、10thシングル『Filth in the beauty』のリリースに伴い、テレビ番組「HEY!HEY!HEY!」にゲスト出演[17]。自身初のゴールデン番組出演となった。

- 2007年7月、3rdアルバム『STACKED RUBBISH』をリリースし、ツアー「Pulse Wriggling To Black」を開催。同ツアーは01（ホールツアー）/1.5（ヨーロッパツアー）/02（スタンディングツアー）/03（ファンクラブ限定ツアー）/04（ホールツアー）/GRAND FINALEと区切りおよそ1年かけて敢行され、全72公演におよぶバンド史上最長のツアーとなった。01のファイナルは自身2度目となる日本武道館、GRAND FINALEは大阪城ホールと代々木第一体育館(2デイズ)で開催。

- 2008年2月、上記ツアー(「Pulse Wriggling To Black」)の最中に12thシングル『紅蓮』をリリース。同時期にジェムケリーとのコラボレーション・アクセサリーを限定発売し、そのテレビCMに表題曲が使用された(のち2010年末に18thシングル『PLEDGE』で再びジェムケリーとのコラボレーションを行う)。同年11月12日に13thシングル『LEECH』をリリースし、初のオリコン・デイリーチャート1位を記録。15日に新宿ステーションスクエアにてシークレットライブを行ったところ約7,000人のファンが殺到し、2曲を演奏したところで中止となった。この様子はネットで生中継されると共に、後日めざましテレビ内で特集された。

- 2009年3月25日に14thシングル『DISTRESS AND COMA』をリリース。発売日にはSHIBUYA-AXにて1,700人限定の抽選参加型ライブを中心に、SHIBUYA‐BOXXでの抽選会（前述のライブの抽選）、渋谷PARCOでの映像放映と、渋谷3会場でのイベントを開催した。同年7月には4thアルバム『DIM』をリリース。10月には15thシングル『BEFORE I DECAY』を発表し、表題曲が映画「ワイルド・スピード MAX」の日本版イメージソング（日本語吹き替え版のエンディング、およびCM曲）に起用された。

#### （2010年～2019年）
- 2010年7月21日リリースの16thシングル『SHIVER』より、キングレコードからSony Music Recordsへレコード会社を移籍。シングル表題曲はバンド初のアニメタイアップ「黒執事II」のオープニングテーマ曲に起用された。その後『Red』、『PLEDGE』とシングルをコンスタントにリリースし、同年12月26日に全国ホールツアー「TOUR 10 NAMELESS LIBERTY SIX BULLETS」の最終公演として「TOUR 10 NAMELESS LIBERTY SIX BULLETS FINAL [THE NAMELESS LIBERTY]」を自身初となる東京ドームにて開催した。

- 2011年、東北地方太平洋沖地震の影響により3月23日に予定されていたライブDVD『THE NAMELESS LIBERTY AT 10.12.26 TOKYO DOME』と『TRACES BEST OF 2005-2009』のリリースが延期となる。同年8月の「SUMMER SONIC 2011」を皮切りに、9月には「イナズマロックフェス 2011」への出演と、国内大型ロックフェスへ参加するようになる。

- 2012年5月、ライブDVD「TOUR11-12 VENOMOUS CELL FINAL OMEGA LIVE AT 01.14 YOKOHAMA ARENA」をリリースし、オリコンDVD週間チャートの総合部門と音楽部門で1位を記録。

- 2013年6月25日、オフィシャルYouTubeチャンネルを開設。Sony Music Records移籍後のMVを一挙公開した。

- 2013年9月、初のワールドツアー「the GazettE WORLD TOUR 13」（全7か国9公演）を敢行。

- 2014年、「再定義」と題し、過去6作のアルバムのリバイバルツアーをファンクラブ会員限定で開催。リリース順に2作品ずつで分け、「NAMELESS LIBERTY DISORDER HEAVEN」、「PULSE WRIGGLING TO DIM SCENE」、「GROAN OF VENOMOUS CELL」と題した3ツアーを1年かけて行った。

- 2014年9月14日、氣志團が主催する音楽フェスティバル「氣志團万博2014 ～房総大パニック！超激突!!～」に2度目となる出演。

- 2014年10月19日、日本最大のメタルフェス「LOUD PARK 14」に出演。

- 2015年3月10日、日本武道館にて「13TH ANNIVERSARY[13-T H I R T E E N-]」を開催。翌3月11日19:00 より「PROJECT:DARK AGE」と題されたプロジェクトの開始が告知された。この「PROJECT:DARK AGE」は8thアルバム『DOGMA』のリリースに伴いバンドを支える13人のクリエイターをフィーチャーする企画として発足し、『DOGMA』のMVではスタッフクレジットが入るなどした。（2023年現在、特設サイトは消失している。）

- 2016年9月18日、氣志團が主催する音楽フェスティバル「氣志團万博2016 ～房総ロックンロール・チャンピオン・カーニバル～」に3度目となる出演。

- 2016年11月6日、Slipknotが主催する音楽フェスティバル「KNOTFEST JAPAN 2016」の2日目に出演。

- 2017年3月10日、国立代々木競技場第一体育館にて初期コンセプト「大日本異端芸者」を掲げた十五周年記念公演「暴動区 愚鈍の桜」を開催[18]。2014年に開催した「再定義ツアー」にて対象外だった楽曲がフォーカスされ、2005年までにリリースされたバンド初期の曲のみでセットリストが組まれた。同公演のソールドアウトを受け、4月から同コンセプトでの追加公演「HE-ESY LIMITED TOUR17」を東名阪で行った。

- 2017年8月11日、「ROCK IN JAPAN FESTIVAL 2017」の3日目に出演。

- 2017年8月19日、およそ9年ぶりとなる野外ワンマンライブ「BURST INTO A BLAZE 3」を富士急ハイランド・コニファーフォレストにて開催[19][20]。1万人動員。

- 2017年12月29日、「COUNTDOWN JAPAN 1718」の3日目に出演。

- 2018年6月13日、9thアルバム『NINTH』を発売[21]。

- 2018年8月12日、「ROCK IN JAPAN FESTIVAL 2018」の4日目に出演。

- 2018年9月16日、氣志團が主催する音楽フェスティバル「氣志團万博2018 ～房総爆音爆勝宣言～」に4度目となる出演。

- 2019年4月、自身度目となるワールドツアー「WORLD TOUR 19 THE NINTH PHASE #04 -99.999-」を北米、南米、EU、アジア全世界12か国（地域）16公演で開催[22]。

- 2019年8月10日、「ROCK IN JAPAN FESTIVAL 2019」の3日目に出演。

- 2019年9月23日、全61公演に及ぶツアーのファイナル公演を横浜アリーナにて開催。

#### （2020年～）
- 2020年3月10日、18周年記念公演 「18TH ANNIVERSARY DAY/6576」を自身初となる武蔵野の森総合スポーツプラザ メインアリーナでの開催を予定していたが、2月26日に新型コロナウイルスの影響による中止を発表。

- 2021年3月10日、バンド10作目となるニューアルバム「MASS」のリリースに先駆けて､ 約3年ぶりの最新曲「BLINDING HOPE」がデジタル•ダウンロード及びストリーミング配信された[23]。

- 2021年5月26日、10thアルバム『MASS』を発売[24][25][26][27][28][29]｡

- 2021年9月、全国3会場にて「LIVE 2021 -DEMONSTRATION EXPERIMENT- BLINDING HOPE」を開催[30][31][32][33]。
- 2022年3月10日、国立代々木競技場第一体育館にてバンド結成20周年記念公演「20th ANNIVERSARY -HERESY-」を開催。[34][35][36]。

- 2022年9月、バンド結成20周年を記念してファンクラブ会員限定ライブ「HERESY LIMITED LIVE 2022 -HETERODOXY-」とファンクラブ会員限定で参加できるファンミーティング ｢20TH ANNIVERSARY FC MEETING -異端総會-｣ を同時開催。

- 2022年12月21日、20周年を記念して3つのコンセプトにちなんだ三枚組のアニバーサリーベストアルバム『HETERODOXY -3 DIVIDED CONCEPTS-』を発売。

- 2023年7月15日､ 全30公演に及ぶツアーのファイナル公演を日本武道館にて開催。ちなみに武道館でライブを行うのは8年ぶりとなる。
- 2024年4月16日、前日の15日にREITAが死去したことが発表された[4]。
- 2024年4月20日、やまだひさしのラジアンリミテッドにはREITA死去前の収録分が未編集で放送された。
- 2024年5月27日、REITA追悼公演となる「HERESY LIMITED『SIX GUN’S』」を豊洲PITにて開催。同公演MC中に追加のメンバーも入れず、REITAを含めた5人でのバンドの継続を発表した。
- 2024年9月12日にthe GazettE LIVE2024 HERESY LIMITED 【HETERODOXY Vol.3-IMMORTAL CREED-】を開催。
- 2024年11月10日に6年ぶり5度目の出演となる氣志團万博2024 ～シン・キシダンバンパク～へ出演。
- 2025年3月10日、結成23周年記念ツアー"LIVE 2025 23rd ANNIVERSARY TOUR 証跡”のファイナル公演を東京ガーデンシアターにて開催。自身10年以上振りに披露される楽曲などもあり、レアなセットリストが組まれた。
- 2025年6月～9月、バンド史上初の試みとなる、各メンバープロデュース公演「LIVE TOUR 2025 -HERESY LIMITED- EACH MEMBER'S PRODUCE ACT:1 異演」が予定されている。

## ディスコグラフィ

### アルバム

#### オリジナル・アルバム
| No. | タイトル            | 発売日           | 最高位 |
| --- | ------------------- | ---------------- | ------ |
| 01  | DISORDER            | 2004年10月13日   | 19位   |
| 01  | DISORDER            | 2006年5月3日再発 | 19位   |
| 02  | NIL                 | 2006年2月8日     | 4位    |
| 03  | STACKED RUBBISH     | 2007年7月4日     | 3位    |
| 04  | DIM                 | 2009年7月15日    | 5位    |
| 05  | TOXIC               | 2011年10月5日    | 6位    |
| 06  | DIVISION            | 2012年8月29日    | 4位    |
| 07  | BEAUTIFUL DEFORMITY | 2013年10月23日   | 8位    |
| 08  | DOGMA               | 2015年8月26日    | 3位    |
| 09  | NINTH               | 2018年6月13日    | 3位    |
| 10  | MASS                | 2021年5月26日    | 4位    |

#### ミニ・アルバム
| No. | タイトル               | 発売日             | 備考                                                                                |
| --- | ---------------------- | ------------------ | ----------------------------------------------------------------------------------- |
| 01  | COCKAYNE SOUP          | 2003年5月28日      | このミニアルバム3枚は 『大日本異端芸者的脳味噌逆回転絶叫音源集』に 全曲収録された。 |
| 02  | 悪友會〜あくゆうかい〜 | 2003年6月25日      | このミニアルバム3枚は 『大日本異端芸者的脳味噌逆回転絶叫音源集』に 全曲収録された。 |
| 02  | 悪友會〜あくゆうかい〜 | 2005年11月23日再発 | このミニアルバム3枚は 『大日本異端芸者的脳味噌逆回転絶叫音源集』に 全曲収録された。 |
| 03  | スペルマルガリィタ     | 2003年7月30日      | このミニアルバム3枚は 『大日本異端芸者的脳味噌逆回転絶叫音源集』に 全曲収録された。 |
| 03  | スペルマルガリィタ     | 2005年11月23日再発 | このミニアルバム3枚は 『大日本異端芸者的脳味噌逆回転絶叫音源集』に 全曲収録された。 |
| 04  | 犯行声明文             | 2003年10月1日      |                                                                                     |
| 04  | 犯行声明文             | 2006年5月3日再発   |                                                                                     |
| 05  | 斑蠡〜MADARA〜         | 2004年3月30日      |                                                                                     |
| 05  | 斑蠡〜MADARA〜         | 2006年5月3日再発   |                                                                                     |
| 06  | 蛾蟇                   | 2005年8月3日       |                                                                                     |
| 06  | 蛾蟇                   | 2005年11月23日再発 |                                                                                     |

#### ベスト・アルバム
| No. | タイトル                               | 発売日         |
| --- | -------------------------------------- | -------------- |
| 01  | 大日本異端芸者的脳味噌逆回転絶叫音源集 | 2006年5月3日   |
| 02  | TRACES BEST OF 2005-2009               | 2011年4月6日   |
| 03  | TRACES VOL.2                           | 2017年3月8日   |
| 04  | HETERODOXY -3 DIVIDED CONCEPTS-        | 2022年12月21日 |

### VHS
- センチメンタルビデオ （2002年4月30日）

※『別れ道』の曲を映像化したもの。
- 視聴覚質 （2002年8月30日）

※『鬼畜教師（32歳独身）の悩殺講座』の曲を映像化したもの。
- 百鬼家行 （2003年10月1日）

※『午前0時のとらうまラヂオ』の曲を映像化したもの。

### DVD

#### ライブ作品
| No. | タイトル | 発売日             | 備考                                                  |
| --- | --- | ------------------ | ----------------------------------------------------- |
| 01  | 東京裁判〜JUDGMENT DAY〜 | 2004年4月28日      | DVD音楽チャート33位                                   |
| 01  | 東京裁判〜JUDGMENT DAY〜 | 2005年11月23日再発 | DVD音楽チャート33位                                   |
| 02  | 斑蠡〜MADARA〜 | 2004年5月26日      |                                                       |
| 02  | 斑蠡〜MADARA〜 | 2005年11月23日再発 |                                                       |
| 03  | 大日本異端芸者的全国巡礼単独公演「平成挽歌」2004.4.23 Shibuya O-EAST                                                                            | 2004年8月25日      |                                                       |
| 03  | 大日本異端芸者的全国巡礼単独公演「平成挽歌」2004.4.23 Shibuya O-EAST                                                                            | 2005年11月23日再発 |                                                       |
| 04  | STANDING TOUR 2005 FINAL「M.R.D」at 2005.4.17 渋谷公会堂                                                                                        | 2005年7月6日       |                                                       |
| 04  | STANDING TOUR 2005 FINAL「M.R.D」at 2005.4.17 渋谷公会堂                                                                                        | 2005年11月23日再発 |                                                       |
| 05  | Standing Live tour 2006「Nameless Liberty.Six Guns...」TOUR FINAL-日本武道館-                                                                   | 2006年9月6日       |                                                       |
| 06  | TOUR2006-2007「DECOMPOSITION BEAUTY」FINAL Meaningless Art That People Showed AT YOKOHAMA ARENA                                                 | 2007年6月13日      |                                                       |
| 07  | TOUR2007-2008 STACKED RUBBISH GRAND FINAL「REPEATED COUNTLESS ERROR」IN 国立代々木競技場第一体育館                                              | 2008年8月6日       |                                                       |
| 08  | TOUR09-DIM SCENE-FINAL AT SAITAMA SUPER ARENA                                                                                                   | 2009年12月16日     |                                                       |
| 09  | THE NAMELESS LIBERTY AT 10.12.26 TOKYO DOME | 2011年4月6日       |                                                       |
| 10  | TOUR11-12 VENOMOUS CELL FINALE OMEGA LIVE AT 01.14 YOKOHAMA ARENA                                                                               | 2012年5月9日       | オリコン総合チャート1位                               |
| 11  | the GazettE 10TH ANNIVERSARY THE DECADE LIVE AT 03.10 MAKUHARI MESSE                                                                            | 2013年1月9日       |                                                       |
| 12  | the GazettE LIVE TOUR 12-13「DIVISION」FINAL MELT LIVE AT 03.10 SAITAMA SUPER ARENA                                                             | 2013年6月26日      |                                                       |
| 13  | the GazettE WORLD TOUR13 DOCUMENTARY | 2014年2月26日      |                                                       |
| 14  | the GazettE LIVE TOUR 13-14「MAGNIFICENT MALFORMED BOX」FINAL CODA LIVE AT 01.11 YOKOHAMA ARENA                                                 | 2014年5月21日      |                                                       |
| 15  | STANDING LIVE TOUR14 HERESY LIMITED — 再 定 義 —                                                                                                | 2015年3月11日      | ファンクラブ「HERESY」限定のCOMPLETE BOXと同時発売。  |
| 16  | the GazettE TOUR 15-16 DOGMATIC FINAL -漆黒- LIVE AT 02.28 国立代々木競技場第一体育館 【DVD&Blu-ray】                                           | 2016年11月9日      |                                                       |
| 17  | the GazettE WORLD TOUR 16 DOCUMENTARY DOGMATIC -TROIS- 【DVD&Blu-ray】                                                                          | 2017年1月25日      |                                                       |
| 18  | HALLOWEEN NIGHT 17 THE DARK HORROR SHOW SPOOKY BOX 2 【DVD&Blu-ray】 [アビス -ABYSS-][LUCY -ルーシー- ]LIVE AT 10.30 AND 10.31 TOYOSU PIT TOKYO | 2018年2月28日      |                                                       |
| 19  | LIVE TOUR18-19 THE NINTH / FINAL「第九」LIVE AT 09.23 YOKOHAMA ARENA 【DVD&Blu-ray】                                                            | 2020年3月4日       | 初回限定盤A・Bは豪華LPサイズ仕様/撮り下ろしPhoto Book |
| 20  | LIVE IN NEW YORK&WORLD TOUR19 DOCUMENTARY THE NINTH [99.999] 【DVD&Blu-ray】                                                                    | 2020年3月4日       | 通常盤ONLY                                            |
| 21  | LIVE TOUR 2022-2023 MASS "THE FINAL" LIVE AT 07.15 NIPPON BUDOKAN 【DVD&Blu-ray】                                                               | 2024年4月17日      | 初回限定盤A・Bは豪華LPサイズ仕様/撮り下ろしPhoto Book |

### 配布・会場限定
- 泥だらけの青春。（2003年10月8日 - 28日）

暴動区六丁目劇場ツアー配布CD
- 十四歳のナイフ （2004年9月22日）

平成維新党最終公演「日比谷逆縁抜刀」日比谷野外大音楽堂 前売りチケット購入者配布CD
- チギレ （2005年8月4日 - 30日）

### V.A
- 妖幻鏡 -moon- （2002年12月25日 / CD）

※4曲目「おくり火」
- 「Matina 最終章〜FINAL PRELUDE〜」 （2003年4月10日 / DVD）
- 喧嘩上等 （2003年4月29日 / VHS）
- KALEIDOSCOPE （2003年5月1日 / CD）

※3曲目「赤いワンピース」15曲目「Back drop Junkie[nancy]」
- 男尻ツアーファイナル配布CD （2003年5月6日 / CD）

※2曲目「待ちぼうけの公園」
- Cure Japanesque Rock Collectionz （2004年7月28日 / CD）

※11曲目「おくり火」
- Peace & Smile Carnival tour2005 〜笑顔でファッキュー〜 （2006年 / DVD）
- FUCK THE BORDER LINE （2011年2月9日 / CD）

※4曲目「C.Y.HEAD」
- UNDER:COVER 2 2013年2月27日

※10曲目「SHAKIN' LOVE」

### 書籍
- Verwelktes Gedicht （2005年10月5日）

※ガゼット初の写真集 初回限定5,000部のみ「枯詩」CD付
- バンドスコア「NIL」 （2006年4月28日）
- バンドスコア「大日本異端芸者的脳味噌逆回転絶叫音源集」（2007年3月13日）
- バンドスコア「STACKED RUBBISH」（2008年3月1日）
- バンドスコア「DIM」（2009年9月14日）
- バンドスコア「TRACES BEST OF 2005-2009」（2012年9月1日）
- バンドスコア「TOXIC」（2012年9月1日）
- バンドスコア「BEAUTIFUL DEFORMITY」（2013年12月15日）

## タイアップ一覧
| 使用年 | 曲名                | タイアップ                                                          |
| ------ | ------------------- | ------------------------------------------------------------------- |
| 2005年 | Cassis              | TBS系『ランク王国』2005年12月・2006年1月度オープニングテーマ        |
| 2006年 | REGRET              | ドワンゴ「dwango.jp」TV-CMソング                                    |
| 2006年 | REGRET              | テレビ朝日系『やぐちひとり』エンディングテーマ                      |
| 2006年 | REGRET              | TBS系ドラマ『3年B組金八先生（第8シリーズ）』第6話 劇中歌            |
| 2006年 | Filth in the beauty | ドワンゴ「dwango.jp」TV-CMソング                                    |
| 2007年 | 千鶴                | 韓国映画『アパートメント』日本版テーマソング                        |
| 2007年 | 紅蓮                | ジェムケリー TV-CMソング                                            |
| 2008年 | 紅蓮                | エムティーアイ「music.jp」TV-CMソング                               |
| 2008年 | LEECH               | エムティーアイ「music.jp」TV-CMソング                               |
| 2009年 | DISTRESS AND COMA   | エムティーアイ「music.jp」TV-CMソング                               |
| 2009年 | WITHOUT A TRACE     | 映画『ハード・リベンジ、ミリー ブラッディバトル』エンディングテーマ |
| 2009年 | BEFORE I DECAY      | アメリカ映画『ワイルド・スピード MAX』日本版イメージソング          |
| 2009年 | BEFORE I DECAY      | エムティーアイ「music.jp」TV-CMソング                               |
| 2010年 | SHIVER              | MBS・TBS系アニメ『黒執事II』オープニングテーマ                      |
| 2010年 | HEADACHE MAN        | 映画『ホテルチェルシー』エンディングテーマ                          |
| 2010年 | Red                 | 日本テレビ系『ハッピーMusic』9月度エンディングテーマ                |
| 2010年 | Red                 | 札幌テレビ『What's New?+Cute』9月度エンディングテーマ               |
| 2010年 | Red                 | RKB毎日放送『チャートバスターズR!』9月度エンディングテーマ          |
| 2010年 | Red                 | 熊本県民テレビ『ロケットコンプレックス』9月度エンディングテーマ     |
| 2010年 | Red                 | テレビ東京系『Vの流儀』10月度オープニングテーマ                     |
| 2010年 | PLEDGE              | ジェムケリー TV-CMソング                                            |
| 2010年 | PLEDGE              | 九州朝日放送『ドォーモ』12月度エンディングテーマ                    |
| 2013年 | FADELESS            | 札幌テレビ『ジョシスタ あいく的』9月エンディングテーマ              |
| 2022年 | UNDYING             | メ～テレ『BomberE』12月度オープニングテーマ                         |

## ヘヴィー・ローテーション/パワープレイ

### テレビ
| 放送年 | 曲名              | ヘヴィー・ローテーション/パワープレイ            |
| ------ | ----------------- | ------------------------------------------------ |
| 2007年 | BURIAL APPLICANT  | 日本テレビ系『音楽戦士 MUSIC FIGHTER』POWER PLAY |
| 2009年 | DISTRESS AND COMA | 日本テレビ系『音楽戦士 MUSIC FIGHTER』POWER PLAY |
| 2010年 | Red               | 大分朝日放送『SOLD OUT』9月度POWER PLAY ARTIST   |
| 2011年 | REMEMBER THE URGE | 日本テレビ系『音龍門』Baby Dragon's Gate         |
| 2011年 | REMEMBER THE URGE | 日本テレビ系『ハッピーMusic』POWER PLAY          |

## ライブ公演
| 年                                                        | 形態                                                                                      | タイトル | 公演規模・会場 |
| --------------------------------------------------------- | ----------------------------------------------------------------------------------------- | --- | --- |
| 2002                                                      | 無料コンサート                                                                            | 無料ワンマンショー「極楽少年の事件簿」 | 6月2日 神楽坂ディメンジョン |
| 2002                                                      | 単発コンサート                                                                            | ワンマン「純情悪ガキ解放区」 | 10月11日 高田馬場AREA |
| 2003                                                      | 単発コンサート                                                                            | 急遽敢行新春ガゼットワンマンライブ「仁義」 | 1月2日 横浜Sound hall |
| 2003                                                      | 単発コンサート                                                                            | ガゼット単独ライブ二日間 「お客様感射デェイ」 | 9月5日、6日 高田馬場AREA 「右 欲」-ガゼット様万歳!!オ國ノ為ニ、我等ノ為ニ-、「左 欲」-反ガゼット派、高田馬場ゲリラ（ブーイング万歳!!）- |
| 2004                                                      | 公演                                                                                      | 「『東京裁判』〜JUDGMENT DAY〜」 | 1月16日 SHIBUYA-AX |
| 2004                                                      | FC会員限定ライブ                                                                          | ガゼット2周年記念「お客様感射デェイ」 （FC大日本異端業者発足） | 3月10日 高田馬場AREA 第一部「金閣」 第二部「銀閣」 |
| 2004                                                      | 公演                                                                                      | 大日本異端芸者的全国巡礼単独公演「平成挽歌」 | 4月頃に開催された。 |
| 2004                                                      | 公演                                                                                      | 大日本異端芸者的全国巡礼単独公演TOUR FINAL「平成挽歌」 | 4月23日、24日 Shibuya O-EAST |
| 2004                                                      | FC会員限定ライブ                                                                          | お客様感射デェイ | 6月9日 高田馬場AREA 第一部「天国」 第二部「地獄」 |
| 2004                                                      | 公演                                                                                      | 第二回大日本異端芸者的全国巡礼単独公演「平成維新党」 | |
| 2004                                                      | 公演                                                                                      | 第二回大日本異端芸者的全国巡礼単独公演TOUR FINAL「日比谷逆縁抜刀」 | 9月11日 日比谷野外音楽堂 |
| 2004                                                      | コンサートツアー                                                                          | STANDING TOUR 2004「ROYAL DISORDER」 | |
| 2005                                                      | コンサートツアー                                                                          | STANDING TOUR 2005「GRAND ROYAL DISORDER」 | |
| 2005                                                      | 公演                                                                                      | 三周年記念興業 大日本異端芸者的感謝祭 | 3月10日 SHIBUYA-AX 第一部「三周年祝賀会」 第二部「お客様感射デェイ〜番外編」 |
| 2005                                                      | コンサートツアー                                                                          | STANDING TOUR 2005『MAXIMUM ROYAL DISORDER』 | |
| 2005                                                      | コンサートツアー                                                                          | DISORDER TOUR FINAL「M.R.D」 | 4月16日、17日 渋谷公会堂 |
| 2005                                                      | コンサートツアー                                                                          | STANDING TOUR 2005 [gama] The under ground red cockroach | |
| 2005                                                      | 公演                                                                                      | 大日本異端芸者 初単独公演 「ガゼロックショウ」 | 9月20日 横浜アリーナ・サウンドホール |
| 2005                                                      | コンサートツアー                                                                          | [gama] The under ground red cockroach TOUR FINAL 「Psychedelic dirty」 | 9月24日 東京国際フォーラム・ホールA |
| 2006                                                      | コンサートツアー                                                                          | Standing Live tour 2006[Nameless Liberty.Six Guns...] | 2月11日 クラブチッタ川崎（FC限定） 2月12日 クラブチッタ川崎 2月14日 高崎 club FLEEZ 2月15日 横浜アリーナサウンドホール 2月18日 長野CLUB JUNK BOX 2月19日 新潟LOTS 2月21日 金沢AZ 2月22日 富山CLUB MARIO 2月24日 岐阜club-G 2月25日 三重CLUB CHAOS 2月27日 米子ベリエ 3月1日 京都MUSE 3月4日 広島クラブクアトロ 3月5日 高松DIME 3月7日 高知キャラバンサティ 3月8日 松山サロンキティ 3月10日 長崎Be-7 3月12日 鹿児島キャパルボホール 3月13日 熊本Be-9 3月15日 神戸VARIT 3月18日 郡山HIP SHOT 3月19日 山形セッション昭和 3月21日 秋田club SWINDLE 3月22日 盛岡クラブチェンジ 3月24日 青森QUARTER 3月25日 青森QUARTER 4月6日 Zepp Nagoya 4月8日 なんばHatch 4月9日 なんばHatch 4月11日 福岡DRUM LOGOS 4月13日 Zepp Sendai 4月15日 Zepp Sapporo 4月22日 横浜BLITZ |
| 2006                                                      | コンサートツアー                                                                          | Standing Live tour 2006[Nameless Liberty.Six Guns...] TOUR FINAL | 5月7日 日本武道館 |
| 2006                                                      | 海外コンサート                                                                            | ドイツにてワンマンライヴ2Days | 7月29日、30日 |
| 2006                                                      | ロックフェス                                                                              | GAZEROCK FESTIVAL IN SUMMER 06[BURST INTO A BLAZE] | 8月6日 東京ビッグサイト西野外展示場 |
| 2006                                                      | コンサートツアー                                                                          | TOUR 2006[DECOMPOSITION BEAUTY] | 11月28日 札幌市民会館 11月30日 仙台電力ホール 12月1日 郡山市民文化センター中ホール 12月6日 富山県教育会館 12月7日 金沢文化ホール 12月12日 愛媛県県民文化会館サブホール 12月13日 香川県県民ホール・アクトホール 12月15日 メルパルクホールFUKUOKA 12月19日 三重県文化会館中ホール 12月20日 愛知県勤労会館 12月22日 広島アステールプラザ大ホール 12月24日 大阪厚生年金会館大ホール |
| 2007                                                      | コンサートツアー                                                                          | the GazettE TOUR 2006 [DECOMPOSITION BEAUTY]TOUR 2006-2007 DECOMPOSITION BEAUTY2MD DECOMPOSITION [FURY&SORROW] | 3月4日 目黒鹿鳴館 3月5日 高田馬場AREA 3月6日 横浜アリーナサウンドホール 3月8日 渋谷O-West |
| 2007                                                      | コンサートツアー                                                                          | TOUR 2006「DECOMPOSITION BEAUTY」TOUR FINAL [Meaningless Art That People Showed] | 3月11日 横浜アリーナ |
| 2007                                                      |                                                                                           | AREA 10th ANNIVERSARY | 6月11日 高田馬場AREA |
| 2007                                                      | コンサートツアー                                                                          | the GazettE TOUR 2007-2008 STACKED RUBBISH[Pulse Wriggling To Black]01 | 7月15日 結城市民文化センターアクロス 7月16日 結城市民文化センターアクロス 7月18日 川口リリアメインホール 7月19日 市川市文化会館 大ホール 7月21日 大阪厚生年金会館大ホール 7月22日 大阪厚生年金会館大ホール 7月25日 長野県県民文化会館中ホール 7月26日 金沢市文化ホール 7月28日 富山県民会館 7月30日 戸田市文化会館 7月31日 よこすか芸術劇場 8月2日 愛知厚生年金会館 8月3日 姫路市文化センター 8月7日 愛媛県県民文化会館サブホール 8月8日 広島アステールプラザ大ホール 8月10日 静岡市民文化会館中ホール 8月12日 倉敷市芸文館 8月13日 香川県県民ホール・アクトホール 8月15日 福岡市民会館 8月16日 鹿児島市民文化ホール第2 8月18日 佐賀市民会館 8月20日 京都会館第2ホール 8月22日 三重県文化会館大ホール 8月25日 青森市民ホール(旧ぱるる) 8月27日 仙台市民会館 8月28日 郡山市民文化センター中ホール 8月30日 秋田県児童会館 9月7日 日本武道館 |
| 2007                                                      | 海外コンサートツアー                                                                      | the GazettE TOUR 2007-2008 STACKED RUBBISH[Pulse Wrrigling To Black 1.5] | 10月20日 ベルリン COLUMBIA HALLE 10月21日 ケルン LIVE MUSIC HALL 10月23日 ミュンヘン MUFFATHALLE 10月26日 パリ LE BATACLAN 10月27日 ロンドン CARLING ACADEMY 10月30日 ヘルシンキ TAVASTIA |
| 2007                                                      | コンサートツアー                                                                          | the GazettE TOUR 2007-2008 STACKED RUBBISH[Pulse Wrrigling To Black 02] | 11月6日 Zepp Sendai 11月8日 Zepp Sapporo 11月10日 新潟LOTS 11月13日 クラブチッタ川崎 11月14日 横浜BLITZ 11月16日 Zepp Osaka 11月18日 高知BAY5SQUARE 11月20日 岡山CRAZY MAMA KINGDOM 11月22日 広島クラブクアトロ 11月24日 Zepp Fukuoka 11月26日 Zepp Nagoya 11月29日 Zepp Tokyo |
| 2008                                                      | コンサートツアー                                                                          | the GazettE TOUR 2007-2008 STACKED RUBBISH[Pulse Wrrigling To Black 03]-VIP CLUB HERESY- | 3月1日 CLUB CITTA'川崎 3月2日 仙台CLUB JUNKBOX 3月4日 名古屋Club Diamond Hall 3月5日 大阪BIG CAT 3月7日 福岡DRUM LOGOS 3月10日 渋谷C.C.Lemonホール |
| 2008                                                      | コンサートツアー                                                                          | the GazettE TOUR 2007-2008 STACKED RUBBISH[Pulse Wriggling To Black]04 | 3月11日 神奈川県民ホール 3月13日 グリーンホール相模大野 3月14日 大宮ソニックシティ大ホール 3月16日 栃木県総合文化センターメインホール 3月18日 広島アステールプラザ大ホール 3月19日 サンポートホール高松 大ホール 3月21日 長崎 諫早文化会館 大ホール 3月24日 福岡市民会館 大ホール 3月26日 仙台市民会館 大ホール 3月28日 静岡市民文化会館中ホール 3月30日 長良川国際会議場メインホール 4月1日 富山県民会館 4月2日 長野県県民文化会館中ホール 4月4日 札幌市教育文化会館 大ホール 4月6日 旭川市民文化会館 大ホール 4月8日 山形市民会館 |
| 2008                                                      | コンサートツアー                                                                          | the GazettE TOUR 2007-2008 STACKED RUBBISH[Pulse Wrrigling To Black Grand Finale -REPEATED COUNTLESS ERROR- ] | 4月13日 大阪城ホール 4月19日 代々木第一体育館 4月20日 代々木第一体育館 |
| 2008                                                      | ロックフェス                                                                              | GAZEROCK FESTIVAL IN SUMMER 08[BURST INTO A BLAZE] | 8月23日 富士急ハイランド・コニファーフォレスト |
| 2008                                                      | コンサートツアー                                                                          | HERESY PRESENTS the GazettE STANDING LIVE TOUR08[FROM THE DISTORTED CITY] | 10月1日 赤坂BLITZ 10月2日 CLUB CITTA'川崎 10月6日 横浜BLITZ 10月7日 SHIBUYA-AX 10月9日 Zepp Sendai 10月14日 Zepp Tokyo 10月16日 Zepp Sapporo 10月20日 Zepp Nagoya 10月22日 Zepp Fukuoka 10月26日 Zepp Osaka 10月29日 新木場STUDIO COAST 10月30日 新木場STUDIO COAST |
| 2008                                                      | ゲリラライブ                                                                              | 新宿アルタ前ゲリラライブ | 11月15日 新宿アルタ前 |
| 2009                                                      | ライブイベント                                                                            | PS COMPANY 10周年記念公演[Peace & Smile Carnival] | 1月3日 日本武道館 |
| 2009                                                      | 単発コンサート                                                                            | the GazettE LIVE 09[7-SEVEN-] | 3月10日 幕張メッセ国際展示場9-10ホール |
| 2009                                                      | スペシャルライブ                                                                          | the GazettE 『DISTRESS AND COMA』シングル購入抽選SPECIAL LIVE | 3月25日 SHIBUYA-AX |
| 2009                                                      | コンサートツアー                                                                          | the GazettE TOUR 09 [-DIM SCENE-] | 7月18日 戸田市文化会館 7月20日 市川市文化会館 大ホール 7月23日 サンポートホール高松 大ホール 7月24日 ひめぎんホール・サブホール(愛媛県県民文化会館) 7月28日 大阪厚生年金会館 大ホール 7月29日 大阪厚生年金会館 大ホール 7月30日 大阪厚生年金会館 大ホール 8月2日 栃木県総合文化センターメインホール 8月3日 よこすか芸術劇場 8月5日 山梨県立県民文化ホール 大ホール 8月7日 名古屋国際会議場センチュリーホール 8月12日 富山県民会館 8月13日 金沢市文化ホール 8月15日 広島ALSOKホール 8月16日 スターピアくだまつ 大ホール 8月19日 仙台サンプラザホール 8月21日 札幌市民ホール 8月24日 千葉県文化会館 8月26日 新潟県民会館 大ホール 8月27日 長野県県民文化会館 中ホール 8月31日 福岡サンパレス（ルキの急性胃腸炎により9月30日に振り替え） 9月5日 さいたまスーパーアリーナ |
| 2009                                                      | 単発コンサート                                                                            | live09 A HYME OF THE CRUSIFIXION | 12月24日 東京ビッグサイト |
| 2010                                                      | コンサートツアー                                                                          | HERESY PRESENTS the GazettE STANDING LIVE TOUR 10 THE END OF STILLNESS | 3月5日 ZEPP FUKUOKA 3月7日 新木場STUDIO COAST 3月8日 新木場STUDIO COAST 3月10日 ZEPP NAGOYA 3月11日 ZEPP NAGOYA 3月15日 CLUB CITTA'川崎 3月17日 ZEPP TOKYO 3月19日 ZEPP SAPPORO 3月21日 ZEPP SENDAI 3月25日 横浜BLITZ 3月26日 横浜BLITZ 3月30日 ZEPP OSAKA 3月31日 ZEPP OSAKA |
| 2010                                                      | コンサートツアー                                                                          | the GazettE TOUR10 NAMELESS LIBERTY SIX BULLETS 01 | 7月22日 日本武道館 7月23日 日本武道館 7月25日 中野サンプラザホール 7月28日 札幌市民ホール 7月30日 八王子市民会館 8月2日 茨城県立県民文化センター 8月3日 栃木県総合文化センター 8月5日 桐生市市民文化会館シルクホール 8月8日 秋田市文化会館 大ホール 8月9日 青森市民ホール 8月11日 山形市民会館 大ホール 8月14日 高知市文化プラザかるぽーと 8月24日 新潟テルサ 8月25日 ホクト文化ホール 8月27日 神奈川県立県民ホール 8月30日 アクトシティ浜松 大ホール 8月31日 名古屋国際会議場センチュリーホール |
| 2010                                                      | コンサートツアー                                                                          | the GazettE TOUR10 NAMELESS LIBERTY SIX BULLETS 02 | 10月1日 本多の森ホール 10月2日 富山県民会館 10月5日 和歌山市民会館 大ホール 10月6日 神戸国際会館こくさいホール 10月8日 奈良県文化会館 大ホール 10月11日 大阪国際会議場 メインホール 10月12日 大阪国際会議場 メインホール 10月14日 多治見市文化会館 10月16日 山梨県立県民文化ホール 10月17日 さいたま市文化センター 10月20日 松山市総合コミュニティセンターキャメリアホール 10月22日 サンポートホール高松 大ホール 10月24日 仙台サンプラザホール 10月27日 熊本県立劇場 演劇ホール 10月28日 鹿児島谷山サザンホール 10月31日 よこすか芸術劇場 11月2日 三重県文化会館 大ホール |
| 2010                                                      | 振替公演                                                                                  | the GazettE TOUR10 NAMELESS LIBERTY SIX BULLETS 01 | 11月8日 厚木市文化会館 11月11日 千葉県文化会館 11月12日 岡山市民会館 11月15日 広島ALSOKホール 11月22日 福岡市民会館 |
| 2010                                                      | コンサートツアー                                                                          | the GazettE TOUR10 NAMELESS LIBERTY SIX BULLETS TOUR FINAL [THE NAMELESS LIBERTY] | 12月26日 東京ドーム |
| 2011                                                      | コンサートツアー                                                                          | HERESY ONLY LIVE TOUR11 TWO CONCEPT EIGHT NIGHTS ABYSS/LUCY | 3月7日 新木場STUDIO COAST 3月8日 新木場STUDIO COAST 5月10日 Zepp Osaka 5月11日 Zepp Osaka 5月23日 横浜BLITZ 5月24日 横浜BLITZ 5月31日 Zepp Nagoya 6月1日 Zepp Nagoya |
| 2011                                                      | コンサートツアー                                                                          | the GazettE TOUR11 VENOMOUS CELL | 10月10日 東京国際フォーラム ホールA 10月12日 名古屋中京大学文化市民会館オーロラホール 10月13日 神奈川県民ホール 大ホール 10月15日 オリンパスホール八王子 10月18日 千葉県文化会館 大ホール 10月19日 鴻巣市文化センター(クレアこうのす) 10月24日 滋賀県立芸術劇場 びわ湖ホール 大ホール 10月26日 新潟テルサ 10月27日 石川県こまつ芸術劇場 うらら 大ホール 10月29日 福岡サンパレス 10月31日 前橋市民文化会館 大ホール 11月1日 ホクト文化ホール 中ホール 11月4日 秋田市文化会館 大ホール 11月6日 仙台サンプラザホール 11月8日 大宮ソニックシティ 大ホール 11月9日 大宮ソニックシティ 大ホール 11月11日 静岡市清水文化センター 大ホール 11月14日 なら100年会館 大ホール 11月16日 山形市民会館 大ホール 11月18日 青森市民ホール 11月21日 市川市文化会館大ホール 11月23日 栃木県総合文化センター メインホール 11月25日 三重県文化会館 大ホール 11月28日 岡山市民会館 11月30日 松山市総合コミュニティセンターキャメリアホール 12月3日 札幌市民ホール |
| 2012                                                      | コンサートツアー                                                                          | the GazettE LIVE TOUR11-12 VENOMOUS CELL-FINAL-OMEGA | 1月14日 横浜アリーナ |
| 2012                                                      | 単発コンサート                                                                            | the GazettE 10th ANNIVERSARY THE DECADE | 3月10日 幕張メッセ |
| 2012                                                      | コンサートツアー                                                                          | the GazettE STANDING LIVE TOUR 12 -HERESY PRESENTS- HETERODOXY | 7月4日 仙台Rensa 7月5日 仙台Rensa 7月7日 Zepp Sapporo 7月11日 新木場STUDIO COAST 7月12日 新木場STUDIO COAST 7月17日 神奈川県 横浜BLITZ 7月18日 神奈川県 横浜BLITZ 7月24日 Zepp Namba 7月25日 Zepp Namba 7月27日 Zepp Fukuoka 7月30日 Zepp Nagoya 7月31日 Zepp Nagoya 8月8日 Zepp DiverCity 8月9日 Zepp DiverCity |
| 2012                                                      | コンサートツアー                                                                          | the GazettE LIVE TOUR12-13 [DIVISION] GROAN OF DIPLOSOMIA 01 | 10月8日 よこすか芸術劇場 10月10日 オリックス劇場 10月11日 オリックス劇場 10月13日 なら100年会館 大ホール 10月14日 滋賀県立芸術劇場 びわ湖ホール 大ホール 10月16日 神戸文化ホール 大ホール 10月18日 松山市総合コミュニティセンターキャメリアホール 10月22日 倉敷市芸文館 10月23日 広島アステールプラザ 大ホール 11月1日 金沢市文化ホール 11月2日 ホクト文化ホール 中ホール 11月6日 大宮ソニックシティ 大ホール 11月7日 大宮ソニックシティ 大ホール 11月9日 栃木県 栃木県総合文化センター 11月12日 府中の森芸術劇場 どりーむホール 11月14日 三重県文化会館 大ホール 11月17日 福岡市民会館 大ホール 11月19日 熊本県立劇場 演劇ホール 11月21日 三郷市文化会館 大ホール 11月22日 市川市文化会館 大ホール 11月24日 新潟県民会館 11月26日 青森市民ホール 11月28日 NHKホール 11月29日 NHKホール |
| 2013                                                      | コンサートツアー                                                                          | the GazettE LIVE TOUR12-13 [DIVISION] GROAN OF DIPLOSOMIA 02 | 2月2日 札幌市民ホール 2月9日 山形市民会館 2月10日 東京エレクトロンホール宮城 2月12日 神奈川県民ホール 大ホール 2月13日 神奈川県民ホール 大ホール 2月19日 刈谷市総合文化センター 大ホール |
| 2013                                                      | コンサートツアー                                                                          | the GazettE LIVE TOUR 12-13 DIVISION FINAL MELT | 3月10日 埼玉スーパーアリーナ |
| 2013                                                      | ロックフェス                                                                              | SUMMER SONIC 2013 | 8月10日 QVCマリンフィールド、幕張メッセ 8月11日 舞洲サマーソニック大阪特設会場 |
| 2013                                                      | コンサートツアー                                                                          | the GazettE WORLD TOUR13 | 9月8日 サンティアゴ Teatro Caupolican 9月11日 ブエノスアイレス Teatro Vorterix 9月14日 サンパウロ Espaco Victory 9月20日 パリ Le Trianon 9月22日 トゥールーズ Le Phare 9月25日 ドルトムント FZW 9月27日 ミュンヘン Tonlalle 9月29日 ヘルシンキ The Circus |
| 2013                                                      | コンサートツアー                                                                          | the GazettE LIVE TOUR 13 [BEAUTIFUL DEFORMITY] MAGNIFICENT MALFORMED BOX | 11月6日 大宮ソニックシティ大ホール 11月7日 大宮ソニックシティ大ホール 11月10日 相模女子大学グリーンホール(旧：グリーンホール相模大野) 11月12日 新潟テルサ 11月13日 ホクト文化ホール中ホール 11月15日 金沢市文化ホール 11月18日 オリンパスホール八王子 11月20日 市川市文化会館大ホール 11月22日 浦安市文化会館 11月27日 三重県文化会館大ホール 11月30日 名古屋市公会堂大ホール 12月4日 栃木県総合文化センター 12月7日 札幌市民ホール 12月10日 サンポートホール高松大ホール 12月11日 広島アステールプラザ大ホール 12月13日 岡山市民会館 12月15日 福岡サンパレス 12月17日 神戸国際会館こくさいホール 12月19日 オリックス劇場 12月25日 秋田市文化会館大ホール 12月26日 盛岡市民文化ホール 12月28日 仙台サンプラザホール |
| 2014                                                      | コンサートツアー                                                                          | the GazettE LIVE TOUR 13-14「MAGNIFICENT MALFORMED BOX」FINAL CODA | 1月11日 横浜アリーナ |
| 2014                                                      | コンサートツアー                                                                          | the GazettE STANDING LIVE TOUR14 HERESY LIMITED NAMELESS LIBERTY DISORDER HEAVEN SCENE 01/[DISORDER × NIL] | 3月10日 Zepp Tokyo 3月11日 CLUB CITTA' 川崎 3月13日 Zepp Namba(OSAKA) 3月15日 Zepp Fukuoka 3月17日 Zepp Nagoya 3月21日 Zepp Sapporo 3月26日 新木場STUDIO COAST 3月31日 SHIBUYA-AX |
| 2014                                                      | コンサートツアー                                                                          | the GazettE STANDING LIVE TOUR14 HERESY LIMITED PULSE WRIGGLING TO DIM SCENE SCENE 02/[STACKED RUBBISH × DIM] | 7月1日 CLUB CITTA'川崎 7月2日 CLUB CITTA'川崎 7月8日 EX THEATER ROPPONGI 7月9日 EX THEATER ROPPONGI 7月14日 Zepp Sapporo 7月18日 Zepp DiverCity 7月21日 Zepp Namba 7月24日 Zepp Fukuoka 7月28日 Zepp Nagoya 7月31日 TSUTAYA O-EAST(旧渋谷O-EAST) 8月4日 新木場STUDIO COAST |
| 2014                                                      | ライブイベント                                                                            | 氣志團万博2014 〜房総大パニック！超激突!!〜 Presented by シミズオクト | 9月14日 千葉県 袖ケ浦海浜公園 |
| 2014                                                      | コンサートツアー                                                                          | the GazettE STANDING LIVE TOUR14 HERESY LIMITED GROAN OF VENOMOUS CELL SCENE03/[TOXIC × DIVISION] | 11月4日 赤坂BLITZ 11月5日 赤坂BLITZ 11月7日 CLUB CITTA' 川崎 11月9日 Zepp Tokyo 11月11日 新木場STUDIO COAST 11月14日 Zepp Sapporo 11月18日 なんばHatch 11月19日 なんばHatch 11月25日 Zepp Nagoya 11月27日 Zepp Fukuoka 12月2日 豊洲PIT 12月3日 豊洲PIT |
| 2015                                                      | 単発コンサート                                                                            | the GazettE 13th Anniversary LIVE [13-T H I R T E E N-] | 3月10日 日本武道館 |
| 2015                                                      | コンサートツアー                                                                          | the GazettE LIVE TOUR 15 DOGMATIC -UN- | 9月5日 羽生市産業文化ホール HERESY ONLY 9月6日 羽生市産業文化ホール 9月8日 金沢市文化ホール 9月10日 新潟テルサ 9月14日 神奈川県民ホール 9月17日 市川市文化会館 大ホール 9月19日 千葉県文化会館 9月22日 相模女子大学グリーンホール 9月24日 茨城県民文化センター 9月26日 山梨県民文化ホール 9月29日 三重県文化会館 大ホール 10月3日 サンシティ越谷市民ホール 10月4日 サンシティ越谷市民ホール 10月6日 長野県・ホクト文化ホール 中ホール 10月7日 富山県民会館 10月9日 前橋市民文化会館 10月11日 滋賀県立芸術劇場びわ湖ホール 大ホール 10月14日 栃木県総合文化センター 10月15日 大宮ソニックシティ 10月27日 弘前市民会館 10月28日 秋田市文化会館 大ホール 10月30日 郡山市民文化センター 中ホール |
| 2015                                                      | コンサートツアー                                                                          | the GazettE LIVE TOUR 15-16 DOGMATIC -DUE- | 2015年 12月1日 よこすか芸術劇場 12月3日 オリンパスホール八王子 12月9日 松戸・森のホール21 12月11日 高知市文化プラザ・かるぽーと 12月13日 サンポートホール高松 12月15日 広島明日テールプラザ 大ホール 12月17日 倉敷市芸文館 12月19日 オリックス劇場 12月20日 オリックス劇場 12月23日 和歌山市民会館 12月24日 神戸国際会館 こくさいホール 12月27日 仙台サンプラザホール 2016年 1月7日 旭川市民文化会館大ホール 1月9日 札幌市教育文化会館 1月11日 山形市民会館 大ホール 1月13日 盛岡市民文化ホール 1月16日 福岡市民会館 大ホール 1月18日 鹿児島市民文化ホール 第2ホール 1月23日 日本特殊陶業市民会館 フォレストホール（名古屋市民会館） 1月24日 なら100年会館 大ホール |
| 2016                                                      | コンサートツアー                                                                          | the GazettE LIVE TOUR 15-16 DOGMATIC -DUE- | 2015年 12月1日 よこすか芸術劇場 12月3日 オリンパスホール八王子 12月9日 松戸・森のホール21 12月11日 高知市文化プラザ・かるぽーと 12月13日 サンポートホール高松 12月15日 広島明日テールプラザ 大ホール 12月17日 倉敷市芸文館 12月19日 オリックス劇場 12月20日 オリックス劇場 12月23日 和歌山市民会館 12月24日 神戸国際会館 こくさいホール 12月27日 仙台サンプラザホール 2016年 1月7日 旭川市民文化会館大ホール 1月9日 札幌市教育文化会館 1月11日 山形市民会館 大ホール 1月13日 盛岡市民文化ホール 1月16日 福岡市民会館 大ホール 1月18日 鹿児島市民文化ホール 第2ホール 1月23日 日本特殊陶業市民会館 フォレストホール（名古屋市民会館） 1月24日 なら100年会館 大ホール |
| the GazettE LIVE TOUR 15-16 DOGMA FINAL 漆黒              | コンサートツアー                                                                          | 2月28日 代々木第一体育館 | |
| the GazettE WORLD TOUR16 DOGMATIC -TROIS-                 | コンサートツアー                                                                          | 4月15日 メキシコシティ Teatro Metropolitan 4月22日 サンパウロ Audio Club 4月25日 ダラス The Bomb Factory 4月27日 トロント The Danforth Music Hall 4月29日 ニューヨーク PlayStation Theater 5月1日 サンフランシスコ The Regency Ballroom 5月3日 ロサンゼルス The Wiltern 5月5日 バンクーバー Vogue Theater 5月13日 台北 TICC 5月21日 上海 Q.Hall 6月3日 パリ Le Zenith 6月5日 ケルン E-Werk 6月8日 ミュンヘン Tonhalle 6月10日 ヘルシンキ The Circus 6月12日 モスクワ Izvestia Hall | |
| the GazettE STANDING LIVE TOUR 16 DOGMATIC -ANOTHER FATE- | コンサートツアー                                                                          | 7月6日 豊洲PIT 7月10日 仙台PIT 7月13日 Zepp DiverCity 7月20日 CLUB CITTA'川崎 7月21日 CLUB CITTA'川崎 7月25日 Zepp Nagoya 7月27日 なんばHatch 7月29日 福岡DRUM LOGOS 8月1日 新木場STUDIO COAST 8月2日 新木場STUDIO COAST | |
| 限定フリーライブ                                          | the GazettE STANDING LIVE TOUR 16 GRAND FINALE DOGMA -ANOTHER FATE-                       | 9月27日 幕張メッセ国際展示場ホール10 代々木第一公演にて「GOLDEN TICKET」と引き換えたエントリカードより、期間内にエントリーした人限定のフリーライブ | |
| ライブイベント                                            | 氣志團万博2016 〜房総ロックンロール・チャンピオン・カーニバル〜 Presented by シミズオクト | 9月18日 千葉県 袖ケ浦海浜公園 | |
| 単発コンサート                                            | the GazettE THE DARK HALLOWEEN NIGHT HERESY LIMITED SPOOKY BOX                            | 10月28日 Zepp Tokyo | |
| ライブイベント                                            | KNOT FEST JAPAN 2016                                                                      | 11月6日 幕張メッセ国際展示場 | |
| 2017                                                      | 単発コンサート                                                                            | 十五周年記念公演 大日本異端芸者「暴動区 愚鈍の桜」 | 3月10日 代々木第一体育館 |
| 2017                                                      | ライブイベント                                                                            | ROCK IN JAPAN FESTIVAL 2017 | 8月11日 茨城県 国営ひたち海浜公園 |
| 2017                                                      | 単発コンサート                                                                            | the GazettE LIVE IN SUMMER 17 BURST INTO A BLAZE 3 | 8月19日 富士急ハイランド・コニファーフォレスト |
| 2017                                                      | 単発コンサート                                                                            | the GazettE HALLOWEEN NIGHT 17 THE DARK HORROR SHOW SPOOKY BOX2 アビス LUCY | 10月25日 なんばHatch(アビス) 10月26日 なんばHatch(LUCY) 10月30日 豊洲PIT(アビス) 10月31日 豊洲PIT(LUCY) |
| 2017                                                      | ライブイベント                                                                            | COUNTDOWN JAPAN 17/18 | 12月29日 幕張メッセ国際展示場 |
| 2018                                                      | コンサートツアー                                                                          | the GazettE Live Tour18 THE NINTH PHASE #01 -PHENOMENON- | 7月19日 三郷市文化会館 大ホール 7月20日 三郷市文化会館 大ホール 7月25日 市川市文化会館 大ホール 7月27日 昌賢学園まえばしホール 大ホール 7月30日 相模女子大学グリーンホール 大ホール 8月2日 一宮市民会館 8月3日 一宮市民会館 8月7日 オリックス劇場 8月8日 オリックス劇場 8月10日 神戸国際会館 こくさいホール 8月15日 JMSアステールプラザ 大ホール 8月19日 福岡市民会館 大ホール 8月22日 ホクト文化ホール 中ホール 8月26日 東京エレクトロンホール宮城 大ホール 8月27日 山形市民会館 大ホール 8月29日 わくわくホリデーホール 9月4日 神奈川県民ホール 大ホール |
| 2018                                                      | ライブイベント                                                                            | ROCK IN JAPAN FESTIVAL 2018 | 8月12日 茨城県 国営ひたち海浜公園 |
| 2018                                                      | ライブイベント                                                                            | 氣志團万博2018 〜房総爆音爆勝宣言〜 Presented by シミズオクト | 9月16日 千葉県 袖ケ浦海浜公園 |
| 2018                                                      | コンサートツアー                                                                          | the GazettE LIVE TOUR18 THE NINTH PHASE #02 -ENHANCEMENT- | 11月6日 CLUB CITTA'川崎 11月7日 CLUB CITTA'川崎 11月10日 仙台GIGS 11月13日 なんばHatch 11月14日 なんばHatch 11月19日 Zepp DiverCity 11月21日 Zepp Nagoya 11月29日 福岡DRUM LOGOS 12月5日 Zepp Tokyo 12月10日 新木場STUDIO COAST 12月11日 新木場STUDIO COAST |
| 2019                                                      | コンサートツアー                                                                          | the GazettE LIVE TOUR18-19 THE NINTH PHASE #03 激情は獰猛 | 2月1日 高田馬場AREA HERESY ONLY 2月2日 高田馬場AREA HERESY ONLY 2月5日 恵比寿LIQUIDROOM 2月6日 恵比寿LIQUIDROOM 2月11日 長野CLUB JUNK BOX 2月20日 福岡DRUM Be-1 2月23日 新横浜NEW SIDE BEACH!!! 2月24日 目黒鹿鳴館 2月27日 札幌PENNY LANE24 3月4日 仙台Rensa 3月11日 大阪BIG CAT 3月12日 大阪BIG CAT 3月14日 名古屋THE BOTTOM LINE 3月19日 TSUTAYA O-EAST HERESY ONLY 3月20日 TSUTAYA O-EAST HERESY ONLY |
| 2019                                                      | コンサートツアー                                                                          | the GazettE LIVE TOUR19 THE NINTH PHASE #04 -99.999- | 4月30日 ロサンゼルス The Wiltern 5月4日 ダラス The Bomb Factory 5月6日 ニューヨーク PlayStation Theater 5月9日 トロント The Queen Elizabeth Theater 5月12日 メキシコシティ Pabellon Curevo 5月15日 ブエノスアイレス Teatro Flores 5月17日 サンティアゴ Teatro Caupolican 5月19日 サンパウロ Audio Club 6月11日 ロンドン Electric Ballroom 6月14日 パリ La Bataclan 6月16日 ケルン E werk 6月18日 ミュンヘン Backstage Werk 6月21日 モスクワ Izvestia Hall 6月29日 台北 Att Showbox Dazhi 6月30日 台北 Att Showbox Dazhi |
| 2019                                                      | ライブイベント                                                                            | ROCK IN JAPAN FESTIVAL 2019 | 8月10日 茨城県 国営ひたち海浜公園 |
| 2019                                                      | コンサートツアー                                                                          | the GazettE LIVE TOUR18-19 THE NINTH #05「混血」 | 8月15日 横須賀芸術劇場 |
| 2019                                                      | コンサートツアー                                                                          | the GazettE LIVE TOUR18-19 THE NINTH TOUR FINAL「第九」 | 9月23日 横浜アリーナ |
| 2020                                                      | 単発コンサート ※COVID-19の影響により中止                                                  | 18TH ANNIVERSARY 「DAY/6576」 | 3月10日 武蔵野の森総合スポーツプラザ・メインアリーナ |
| 2021                                                      | コンサートツアー                                                                          | the GazettE LIVE 2021 -DEMONSTRATION EXPERIMENT- BLINDING HOPE | 9月23日 オリックス劇場 10月19日 愛知県芸術劇場大ホール 12月23日 東京ガーデンシアター |
| 2022                                                      | 単発コンサート                                                                            | the GazettE 20th ANNIVERSARY -HERESY- | 3月10日 国立代々木競技場第一体育館 |
| 2022                                                      | コンサートツアー                                                                          | the GazettE LIVE TOUR2022 -MASS- / PHASE 01-COUNT “DECEM” | 5月13日 埼玉 羽生市産業文化ホール 5月14日 埼玉 羽生市産業文化ホール 5月21日 千葉県文化会館 大ホール 5月27日 福岡市民会館 大ホール 6月1日 愛知 日本特殊陶業市民会館 フォレストホール 6月5日 仙台サンプラザホール 6月9日 神奈川 相模女子大学グリーンホール 6月12日 長野 ホクト文化ホール 中ホール 6月17日 神奈川 横須賀芸術劇場 6月22日 大阪 フェニーチェ堺 7月2日 北海道 カナモトホール 7月8日 広島 JMSアステールプラザ 大ホール 7月14日 中野サンプラザホール |
| 2022                                                      | 単発コンサート                                                                            | HERESY LIMITED LIVE 2022 -HETERODOXY | 9月1日 豊洲PIT 9月5日 なんばHatch |
| 2022                                                      | FCミーティング                                                                            | 20TH ANNIVERSARY FC MEETING -異端総會- | 9月2日 豊洲PIT ※3部制 9月6日 なんばHatch※3部制 |
| 2022                                                      | コンサートツアー                                                                          | the GazettE LIVE TOUR2022 -MASS- / PHASE 02-"The Unknown" | 10月1日 倉敷市芸文館 【MASS × TOXIC】 10月5日 神戸国際会館 こくさいホール 【MASS × STACKED RUBBISH】 10月7日 川商ホール(鹿児島市民文化ホール) 第2【MASS × DISORDER】 10月11日 レクザムホール(香川県県民ホール)小ホール 【MASS × NIL】 10月15日 なら100年会館 大ホール 【MASS × DIVISION】 10月28日 フェニーチェ堺 大ホール 【MASS × DOGMA】 11月6日 ベイシア文化ホール(群馬県民会館) 大ホール【MASS × NIL】 11月18日 けんしん郡山文化センター 中ホール 【MASS × BEAUTIFUL DEFORMITY】 11月22日 栃木県総合文化センター メインホール【MASS × STACKED RUBBISH】 11月29日 金沢市文化ホール 【MASS × DISORDER】 12月10日 市川市文化会館 大ホール 【MASS × DIM】 12月21日 LINE CUBE SHIBUYA(渋谷公会堂) 【MASS × NINTH】 |
| 2023                                                      | コンサートツアー                                                                          | the GazettE LIVE TOUR2023 -MASS- / PHASE 03 “LAST MILE” | 3月4日 SENDAI GIGS 3月9日 福岡DRUM LOGOS 3月12日 なんばHatch 3月15日 DIAMOND HALL 3月27日 豊洲PIT |
| 2023                                                      | コンサートツアー                                                                          | the GazettE LIVE TOUR2022-2023 MASS "THE FINAL" | 7月15日 日本武道館 |
| 2023                                                      | 単発コンサート                                                                            | HERESY LIMITED- A HYMN OF THE CRUCIFIXION ver.2 | 12月25日 パシフィコ横浜 国立大ホール |
| 2024                                                      | 追悼コンサート                                                                            | HERESY LIMITED 『SIX GUN'S』 | 5月27日 豊洲PIT |
| 2024                                                      | 単発コンサート                                                                            | HERESY LIMITED【HETERODOXY Vol.3-IMMORTAL CREED-】 | 9月12日 豊洲PIT |
| 2024                                                      | ライブイベント                                                                            | 氣志團万博2024〜シン・キシダンバンパク〜 | 11月10日 幕張メッセ国際展示場 9～11ホール |
| 2025                                                      | コンサートツアー                                                                          | the GazettE LIVE 2025 23rd ANNIVERSARY TOUR 証跡 | 1月16日 DIAMOND HALL※HERESY LIMITED 2月6日 なんばHatch ※HERESY LIMITED 3月10日 東京ガーデンシアター |
| 2025                                                      | 単独コンサート                                                                            | the GazettE LIVE 2025 HERESY LIMITED『SIX GUN’S』 | 5月27日 豊洲PIT |
| 2025                                                      | コンサートツアー                                                                          | LIVE TOUR 2025 -HERESY LIMITED- EACH MEMBER'S PRODUCE ACT:1 異演 | 6月17日 第一「もげる」-PRODUCED BY URUHA-KT Zepp Yokohama 7月16日 第二「妖乱朧狂」-PRODUCED BY AOI-豊洲PIT 8月25日 第三「共喰い」-PRODUCED BY RUKI-Zepp Haneda（TOKYO） 9月30日 第四「本能は不可侵」-PRODUCED BY KAI-CLUB CITTA' |